# Beraea morettii
Beraea morettii is een schietmot uit de familie Beraeidae. De soort komt voor in het Palearctisch gebied.